# Can I Sit Next to You Girl
Singles de AC/DC
Baby, Please Don't Go
(1975)
Can I Sit Next to You, Girl est le premier single du groupe de hard rock australien AC/DC sorti le 22 juillet 1974.
La chanson a été enregistrée avec Dave Evans avant qu'il se fasse remplacer par Bon Scott. La version d'Evans a été réalisée en single en Australie, et le groupe joua la chanson avec Evans dans le show télé Countdown. Cette version n'a plus été réalisée par la suite.
En 1975, après que Scott ait rejoint le groupe, la chanson fut réécrite et ré-enregistrée en tant que la 7e piste de l'album T.N.T., réalisé seulement en Australie en décembre 1975, puis sortit en tant que 6e piste de la version internationale de l'album High Voltage, sortie en mai 1976.
La face B du single, Rockin' in the Parlour, ne fut quant à elle jamais ré-enregistrée.

## Personnel

### "Can I Sit Next to You, Girl" (1974)
- Dave Evans – chants
- Angus Young – guitare
- Malcolm Young – guitare
- George Young – basse
- Colin Burgess – batterie

### "Can I Sit Next to You Girl" (1975)
- Bon Scott – chant
- Angus Young – guitare solo
- Malcolm Young – guitare rythmique
- Mark Evans – basse[3]
- Phil Rudd – batterie